# Kang Kyung-hwa
Kang Kyung-hwa (en hangul, 강경화; en hanja, 康京和; Seúl, 7 de abril de 1955) es una diplomática de surcoreana. Desde enero de 2017 es asesora especial para asuntos políticas del Secretario General de la ONU António Guterres. Tiene una amplia experiencia en Naciones Unidas desde 2001 primero al frente de la delegación diplomática de Corea del Sur en la ONU y desde 2013 en la Oficina de la ONU para la Coordinación de Asuntos Humanitarios y como alta comisionada adjunta para los Derechos Humanos.

## Trayectoria
Kang se graduó en la Universidad Yonsei donde completó su licenciatura en ciencias políticas y diplomacia. Realizó una maestría en comunicación y realizó su tesis en comunicación intercultural en la Universidad de Massachusetts Amherst, Estados Unidos.
En el inicio de su carrera profesional, trabajó en el Korean Broadcasting System en Seúl en programas sobre temas culturales y actualidad en la Radio Internacional de Corea y daba clases en universidades de Corea del Sur y Estados Unidos.
Trabajó para la presidenta de la Asamblea Nacional de Corea del Sur en temas relacionados con derechos humanos, avances en los derechos de las mujeres y diplomacia parlamentaria y en diversas organizaciones de mujeres en Corea incluyendo el Consejo Coreano de la Mujer. 
En 1998, se incorporó al Servicio Exterior de Corea. Fue embajadora para Asuntos Multilaterales y directora general de Organizaciones Internacionales en el Ministerio de Exteriores de la República de Corea.
Desde 2001 tiene relación con Naciones Unidas. Primero estuvo al frente de la Misión de la República de Corea en la ONU (2001-2005) momento en el que asumió la presidencia de la Comisión de la Condición Jurídica y Social de la Mujer para los períodos de sesiones 48.º y 49.º en marzo de 2005 que marcaron el décimo aniversario de la Conferencia Mundial sobre la Mujer y reafirmó la Declaración de Beijing y la Plataforma de Acción para el avance de las mujeres y la igualdad de género.
De 2006 a 2013 fue Alta Comisionada Adjunta de Naciones Unidas para los Derechos Humanos nombrada por el entonces Secretario General de Naciones Unidas Kofi Annan.
También fue directora general de Organización Internacional en el Ministerio de Asuntos Exteriores y Comercio de la República de Corea. 
El 18 de marzo de 2013, el Secretario General de las Naciones Unidas Ban Ki-moon la nombró Subsecretaria General y Coordinadora Adjunta de Asistencia de Emergencia de la Oficina de Naciones Unidas para la Coordinación de Asuntos Humanitarios (OCHA) sustituyendo a Catherine Bragg con la misión de ser la asesora principal del Secretario General de la ONU en Asuntos Humanitarios, asegurar la cooperación entre Nueva York y Ginebra con el terreno.
En diciembre de 2016 el nuevo secretario general de la ONU António Guterres la incorporó a su equipo como Asesora especial para asuntos políticos.

## Vida personal
Está casada con Yillbyung Lee y tiene dos hijas y un hijo. 

## Premios y reconocimientos
- 2006 fue elegida Mujer del Año por la Asociación Coreana de Mujeres Universitarias y el Instituto Coreano de Mujeres y Política.[1]